# Ткаченко, Анатолий Сергеевич
Анато́лий Сергее́вич Ткаче́нко (1926—2009) — русский советский писатель, поэт и журналист, редактор.

## Биография
Родился 22 апреля 1926 года в станице Грибская (ныне село Грибское, Благовещенский район, Амурская область) в казачьей семье.
В 1943—1948 годах служил в армии, затем работал журналистом в Хабаровске, с 1958 года — редактор издательства в Южно-Сахалинске. С 1981 года жил в Москве.
Умер 5 марта 2009 года.
В книге «Переделкинские прогулки» Анатолий Ткаченко откровенно высказал свои мысли о некоторых обитателях подмосковного писательского городка Переделкино, в том числе — о Н. П. Воронове. Писатель Николай Воронов опровергнул написанное Ткаченко в своей монографии «Истина о самом себе», которая публиковалась в  газете «Магнитогорский металл» (Магнитогорск)  (2010—2011) и  позже вышла отдельным изданием. 

## Отзывы
Иван Уханов («Московский Литератор» 2003 г.):
О многих, но не обо всех важных переделкинских жильцах беспристрастно рассказал в своей книге А. Ткаченко, не желая кого-то осудить, умалить, обидеть. Из всего содержания книги вытекает само собой свидетельство-предостережение: время не пощадит даже одарённых людей, если они будут жить и творить не согласуясь с совестью и природой своего таланта, если, засуетившись, подзабудут, отринут нетленный завет Н. В. Гоголя, что «обращаться с словом нужно честно. Оно есть высший подарок Бога человеку. Беда произносить его писателю в те поры, когда он находятся под влиянием страстных увлечений.»

## Награды и премии
- Государственная премия РСФСР имени М. Горького (1986) — за книгу повестей «Люди у океана»

## Книги
- Пионерское лето: Стихи для детей. — Хабаровск: Кн. изд-во, 1955. — 16 с.
- В родной сторонке: Стихи для детей. — Хабаровск: Кн. изд-во, 1957. — 32 с.
- Золотая дорога: Рассказы [Для сред. и старш. возраста]. — Хабаровск: Кн. изд-во, 1958. — 64 с.
- По лесной тропинке: Стихи [Для школьного возраста]. — Благовещенск: Амурское кн. изд-во, 1958. — 16 с.
- Отгадай? Стихи [Для младш. возраста]. — Южно-Сахалинск: Сахалинское кн. изд-во, 1959. — 8 с.
- Жизнь тревожит: Рассказы. — Южно-Сахалинск: Сахалинское кн. изд-во, 1960. — 131 с.
- По душам: Рассказ. — Южно-Сахалинск: Сахалинское кн. изд-во, 1960. — 19 с. — (Сахалинский рассказ и очерк).
- Хорошие люди. — Хабаровск: Кн. изд-во, 1961. — 88 с.
- Мой сосед Витёк: Стихи [Для младш. школьного возраста]. — Хабаровск: Кн. изд-во, 1960. — 16 с.
- Солёный берег: Рассказы. — Южно-Сахалинск: Сахалинское кн. изд-во, 1962. — 170 с.
- Сезонница: Рассказы. — М.: Правда, 1964. — 48 с. — (Библиотечка «Огонёк» № 18).
- Стланик, туман…: Рассказы и повести. — М.: Советский писатель, 1964. — 315 с.
- Берег долгой зимы: Рассказы и повести. — М.: Советский писатель, 1966. — 304 с.
  - Берег долгой зимы: Повесть [Для сред. и ст. шк. возраста]. — М.: Детская литература, 1986. — 160 с.
- Земля среди шторма: Рассказы и повести. — М.: Советская Россия, 1966. — 272 с.
- Пуир: Повесть. — М.: Молодая гвардия, 1968. — 272 с.
- Был ли ты здесь?: Повесть и рассказы. — М.: Советская Россия, 1969. — 288 с.
- Карагач: Рассказы и документальные новеллы. — М.: Советская Россия, 1972. — 56 с.
- Мыс Раманон: Повесть. — М.: Современик, 1972. — 160 с.
  - Мыс Раманон: Повесть. рассказы, сказки. — М.: Детская литература, 1982. — 160 с.
- Рыжий сивуч: Книга сахалинских рассказов. — Владивосток: Дальневосточное кн. изд-во, 1972. — 184 с.
- Открытые берега: Рассказы и повесть. — М.: Современник, 1972. — 335 с.
- За семью ветрами: Повесть. — М.: Мол. гвардия, 1973. — 286 с.
- Время долгой зимы: Повествование в 5 частях. — Хабаровск: Кн. изд-во, 1974. — 591 с.
  - Время долгой зимы: Роман. — М.: Советский писатель, 1978. — 720 с.
- Наше короткое лето: Рассказы. Повести. — М.: Советский писатель, 1971. — 264 с.
- Моя окраина: Повести и рассказы. — М.: Советский писатель, 1974. — 527 с.
- Праздник большой рыбы: Повесть [Для ст. возраста]. — М.: Детская литература, 1975. — 190 с.
- И север, и юг: Рассказы и повесть. — М.: Советский писатель, 1976. — 382 с.
- Озеро беглой воды: Повесть [Для ст. возраста]. — М.: Детская литература, 1977. — 159 с.
- Четвёртая скорость: Повести и рассказы. — М.: Современник, 1979. — 384 с. — (Новинки «Современника»).
- Новосёлы далёких мест [Избранное]. — М.: Советская Россия, 1982. — 320 с.
- Длинный день одиночества: Рассказы и повести. — М.: Советский писатель, 1982. — 344 с.
- Люди у океана: Повести. — М.: Современник, 1983. — 542 с.
  - Люди у океана: Повести. — М.: Советская Россия, 1988. — 526 с. — (Лауреаты Гос. премии РСФСР им. М. Горького). — ISBN 5-268-00550-2.
- Душа живая: Рассказы и повести. — М.: Советский писатель, 1984. — 495 с.
- В поисках синекуры: Повести и рассказы. — М.: Современник, 1985. — 364 с. — (Новинки «Современника»).
- Избранное: Рассказы. Сказки. — М.: Современник, 1986. — 543 с.
- Чужие печали: Повести и рассказы. — М.: Современник, 1988. — 330 с. — ISBN 5-270-00088-1.
- Воитель: Роман и повести. — М.: Современник, 1991. — 445 с. — ISBN 5-270-00761-4.
- Собачий санитар. — М., 1999
- Штрихи. — М., 2001
- Переделкинские прогулки. — М., 2002
- Целители душ: Повествование. По воспоминаниям врача-психиатра. — М.: Глобус, 2008
- В стране вождей. М., 2009(?)

## Экранизации
В 1987 году на киностудии им. А. Довженко режиссёр Л. Осыка снял фильм «Войдите, страждущие!» по одноимённой повести Анатолия Ткаченко.